# Jewels (álbum de Queen)
Jewels es un álbum compilatorio de la banda de rock británica Queen, publicado el 28 de enero de 2004. El álbum fue lanzado sólo en Japón en CD.
Fue lanzado junto a un DVD con el mismo nombre, que incluye los videos oficiales de las canciones más dos canciones extras. 
El 26 de enero de 2005 fue publicado el álbum Jewels II en formato CD, exclusivamente para Japón. Para completar la colección, el 30 de septiembre de 2005, Jewels I & II: Japan Tour 2005 Especial Edition fue lanzado para promocionar la gira de Queen + Paul Rodgers en el país. Este incluye un CD con todas las canciones de Jewels y Jewels II, y un extra CD con dos videos en vivo del concierto de Queen en el Milton Keynes Bowl el 5 de junio del 1982.

## Lista de canciones
| N.º | Título                                                  | Escritor(es)       | Duración |  |
| 1.  | «I Was Born to Love You» (de Made in Heaven, 1995)      | Freddie Mercury    | 4:49     |  |
| 2.  | «We Will Rock You» (de News of the World, 1977)         | Brian May          | 2:01     |  |
| 3.  | «We Are the Champions» (de News of the World)           | Mercury            | 2:59     |  |
| 4.  | «Don't Stop Me Now» (de Jazz, 1978)                     | Mercury            | 3:29     |  |
| 5.  | «Too Much Love Will Kill You» (de Made in Heaven)       | May                | 4:19     |  |
| 6.  | «Let Me Live» (de Made in Heaven)                       | Queen              | 4:46     |  |
| 7.  | «You're My Best Friend» (de A Night at the Opera, 1975) | John Deacon        | 2:50     |  |
| 8.  | «Under Pressure» (de Hot Space, 1982)                   | Queen, David Bowie | 3:56     |  |
| 9.  | «Radio Ga Ga» (de The Works, 1984)                      | Roger Taylor       | 5:47     |  |
| 10. | «Somebody to Love» (de A Day at the Races, 1976)        | Mercury            | 4:56     |  |
| 11. | «Killer Queen» (de Sheer Heart Attack, 1974)            | Mercury            | 2:59     |  |
| 12. | «Another One Bites the Dust» (de The Game, 1980)        | Deacon             | 3:34     |  |
| 13. | «Crazy Little Thing Called Love» (de The Game)          | Mercury            | 2:43     |  |
| 14. | «Flash» (de Flash Gordon, 1980)                         | May                | 2:48     |  |
| 15. | «The Show Must Go On» (de Innuendo, 1991)               | May                | 4:23     |  |
| 16. | «Bohemian Rhapsody» (de A Night at the Opera)           | Mercury            | 5:54     |  |

## Galardones
En 2005, el álbum ganó Rock and Pop Album of the Year en los Japan Gold Disc Award.

## Posicionamiento
| Gráficas (2004) | Pico de posición |
| --------------- | ---------------- |
| Japón (Oricon)  | 1                |